# Ridolfo Ghirlandaio

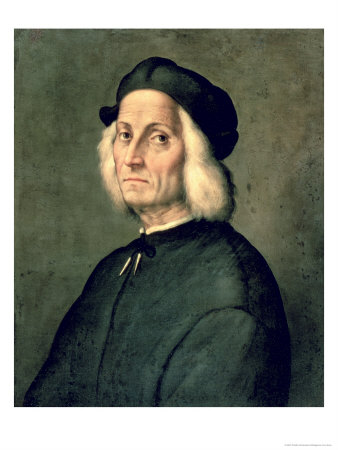
Ridolfo Ghirlandaio, Portret van een oude man

Ridolfo Ghirlandaio (Florence 1483 - aldaar 1561) was een Renaissanceschilder en  de zoon van de bekende schilder Domenico Ghirlandaio. 
Ridolfo Ghirlandaio begon zich al snel te spiegelen aan de schilders van de jongere generatie, zoals Piero di Cosimo, Fra Bartolommeo en Rafael. Met de laatste was hij goed bevriend. Al deze invloeden vermaakte hij tot een eclectische stijl. Binnen de muren van het Palazzo Vecchio te Florence schilderde hij onder andere de plafondschilderingen in de Capella dei Priori. Hij werd echter het bekendst met zijn portretten en kleinschalige schilderijen.
- Gemeinsame Normdatei: 132924110
- International Standard Name Identifier: 0000 0000 6685 3357
- KulturNav: 1d02b7a1-2b34-4006-8289-1d6aeb3e1152
- Library of Congress Control Number: nr2002032668
- Nationale Bibliotheek van Polen: a0000002197195
- RKD-Nederlands Instituut voor Kunstgeschiedenis: 31362
- Istituto Centrale per il Catalogo Unico: CFIV334065
- Système universitaire de documentation: 197017290
- Union List of Artist Names: 500002132
- Virtual International Authority File: 3647820
- WorldCat: E39PBJc7WCFGgXjQdW74M67bVC